# Karibstorsvala
Karibstorsvala (Progne dominicensis) är en fågel i familjen svalor inom ordningen tättingar.

## Utseende och läte
Karibstorsvalan är en stor svala med kluven stjärt. Hos hanen är fjäderdräkten stålblå med vit buk. Honan och ungfågeln har en likartad dräkt, men är mer sotbrun på pannan och grått eller gråbrunt på strupe och bröst. Hanens dräkt liknar sinaloastorsvalans, men denna är mindre. Honor av kuba-, sinaoloa- är eventuellt omöjliga att skilja åt i fält.
Lätena liknar blå och gråbröstad storsvala, vanligen fylliga gurglande ljud med vassa eller böjda "twick-twick". Även melodiskt gnolande och malande "churr" hörs.

## Utbredning och systematik
Fågeln förekommer i Västindien (utom Kuba och Isle of Pines) och på Tobago. Den lämnar vanligen Karibien mellan oktober och januari, men det har länge varit oklart var den övervintrar. Sentida fynd och studier visar att det åtminstone omfattar delar av norra och östra Sydamerika. Flockar har setts övervintra på Barbados och i norra Surinam. En hona som fångades på Dominica utrustades med en sändare som visade att den tillbringade vintrarna 2012 och 2013 i västra delen av delstaten Bahia i Brasilien. Tillfälligt har den påträffats bland annat på Bermuda och i Bahamas Den behandlas som monotypisk, det vill säga att den inte delas in i några underarter.

## Status och hot
Arten har ett stort utbredningsområde och tros öka i antal. Internationella naturvårdsunionen IUCN listar den därför som livskraftig (LC).

## Namn
Fågelns vetenskapliga artnamn dominicensis syftar på Santo eller San Domingo, ett gammalt namn på ön Hispaniola.